# Niceta II di Costantinopoli
Niceta II Mountanes (in greco Νικήτας Β΄ Μουντάνης?; ... – dopo il 1189) è stato un arcivescovo ortodosso bizantino, che ha ricoperto la carica di Patriarca ecumenico di Costantinopoli dal febbraio 1186 al febbraio 1189.
Fu nominato dall'imperatore bizantino Isacco II Angelo.